# Tokijský Disneyland
Tokijský Disneyland je zábavní park o rozloze 465 000 m², nacházející se poblíž hlavního města Japonska Tokia. Byl otevřen 15. dubna 1983. Jedná se o třetí nejstarší park tohoto typu, první vybudovaný mimo Spojené státy. V roce 2016 šlo o jeden ze tří Disneylandů v Asii, spolu s hongkongským Disneylandem a Disneylandem Šanghaj.

## Historie
11. července 1960 byla v Japonsku založena společnost Oriental Land Co. Jejím záměrem bylo vysušit část moře u města Urajasu a na získané půdě vybudovat kromě obchodních a rezidenčních oblastí i rozsáhlé rekreační zařízení. Přeměna moře na pevninu v oblasti začala v roce 1964, a poslední etapa, na jejímž území dnes park stojí, skončila v roce 1970. Na začátku 70. let vypracovala OLC vlastní plán zamýšlené rekreační oblasti, výrazně odlišný od dnešního Disney resortu. K jeho naplnění začala společnost studovat tehdejší evropské a americké zábavní parky, a v roce 1972 vyslala výzkumný tým do Disneylandu a Disney Worldu. V roce 1973 dospěla OLC k názoru, že jejímu záměru nejlépe odpovídá kalifornský Disneyland.
Během roku 1974 navázala OLC kontakt s The Walt Disney Company. Ten vyvrcholil návštěvou Disneyho manažerů v Japonsku v prosinci 1974, kdy byla podepsána první dohoda o spolupráci. Během dalších pěti let se plán konkretizoval, a 30. dubna 1979 byla podepsána další dohoda, zahrnující návrh, výstavbu i obchodní vztahy budoucího parku. V srpnu 1980 bylo zajištěno i financování projektu, na kterém se podílelo 22 finančních institucí.
V roce 1980 začaly konkrétní práce. Do Kalifornie odjeli první budoucí zaměstnanci parku, aby získali zkušenosti přímo v Disneylandu. 3. prosince 1980 byla stavba slavnostně zahájena, a dokončena po dvou letech a čtyřech měsících, v březnu 1983. Původní rozpočet 100 miliard jenů byl výrazně překročen - konečná cena dosáhla téměř 180 miliard.
Park byl slavnostně otevřen 15. dubna 1983. Na konci 80. let byl rozšířen o nové atrakce - Big Thunder Mountain v roce 1987, Star Tours v roce 1989, a později v roce 1992 Splash Mountain.

### Návštěvnost
Návštěvnost za první rok překročila 10 miliónů lidí, když jubilejního desetimilióntého návštěvníka zaznamenal park 2. dubna 1984. Během následujícího roku návštěvnost ještě vzrostla, k čemuž přispělo i Expo 85 konané v Cukubě. V roce 1988 zaznamenal park 13,38 miliónu návštěvníků, v roce 1991 přes 16 miliónů, a v roce 1998 17.46 miliónu. V letech 2013 a 2014 park navštívilo 17,24 resp. 17,30 miliónu návštěvníků. V roce 2015 návštěvnost meziročně klesla o 4% na 16,6 miliónu.

### Finanční výsledky
Park poprvé vykázal zisk za rok 1986, a do čtyř let po otevření se stal ziskovým celkově. Celá společnost OLC vykázala za fiskální rok do 31. března 2015 zisk 1,417 miliardy dolarů.